# Паново (Опочецкий район)
Паново — деревня в Опочецком районе Псковской области России. Входит в состав Глубоковской волости.

## География
Расположена на южном берегу озера Глубокое, в 30 км к юго-востоку от города Опочка, примыкая к северо-востоку к волостному центру, деревне Глубокое.

## Население
| 2001 | 2002 | 2010 | 2013 | 2014 | 2015 | 2016 |
| ---- | ---- | ---- | ---- | ---- | ---- | ---- |
| 64   | ↘44  | ↘31  | ↘22  | →22  | ↘19  | ↗25  |

Численность населения по состоянию на начало 2001 года составляла 64 человека.